# 별이 빛나는 밤에
《별이 빛나는 밤에》, 줄여서 《별밤》은 MBC FM4U에서 매일 밤 10시부터 밤 12시까지 방송되는 대중음악, 연예오락 전문 라디오 프로그램이다. 1969년 3월 17일에 명사들과의 대담 프로그램으로 시작하여 방송되었으나, 음악 감상실의 인기 DJ였던 이종환이 진행을 맡은 후부터는 심야 음악 프로그램으로 변경되어 오늘에 이르고 있다.
이전 주요 진행자로는 오남열, 차인태, 이종환, 박원웅, 안병욱, 조영남, 오혜령, 고영수, 이필원, 김기덕, 문진호, 이수만, 서세원, 이문세, 이적, 이휘재, 박광현, 정성화, 박희진, 옥주현, 박정아, 박경림, 윤하, 허경환, 백지영, 강타, 산들, 김이나 등이 있다. 이들 중 가수 이문세는 1985년부터 1996년까지 진행을 맡아, 밤의 교육부/문교부 장관이라 불릴 정도로 큰 영향력을 행사했다.
19대 별밤지기인 옥주현은 당시 별밤지기 중 최초로 여성 단독 DJ로 많은 화제를 불어 일으켰으며, 침체기에 빠졌던 별밤의 부흥을 다시 일으킨 별밤지기이기도 하다.
2005년 청취율 조사에서 심야 프로그램에선 유일하게 두자릿수를 기록하며 당시 문화방송 사장인 최문순 사장이 직접 옥주현을 사장실로 불러 금일봉과 함께 격려의 인사를 보내기도 하였다.
2014년 9월 22일에 이 프로그램은 지역 단위 계열사를 통해서 전국 동시 네트워크로 일제히 송출되었으나, 2019년 9월 2일부터 2021년 8월 27일까지 춘천문화방송에서 2012년 이후 7년 만에 지역 자체방송으로서 별이 빛나는 밤에가 부활되었으나, 2021년 8월 27일에 전부 폐지되었다.
1969년 3월 17일부터 2023년 11월 19일까지 MBC 표준FM에서 방송되었다가, 2023년 11월 20일 자로 2023년 MBC 라디오 가을 개편에 따라 54년 만에 MBC 표준FM에서 MBC FM4U로 채널이 이동되었다. 단, 이 프로그램은 모두 전국방송이다. 2009년 3월 17일에 방송 40주년을 맞이했고, 2019년 3월 17일에 방송 50주년을 맞이했다.

## 코너
매일 코너
- 사연과 신청곡
- 하루 틈

요일 코너
- 월요일 : 문치코치 토막음악 퀴즈
- 화요일 : 영업합니다 시즌2
- 수요일 : 절찬리 상영중
- 목요일 : 아무노래
- 금요일 : 깨끗하고 어두운 곳
- 토요일 : 노래에 기대는 밤
- 일요일 : 고전이 빛나는 밤에

## 역대 방송 시간
| 방송 채널  | 방송 기간                          | 방송 시간                |
| ---------- | ---------------------------------- | ------------------------ |
| MBC 표준FM | 1969년 3월 17일 ~ 2023년 11월 19일 | 매일 밤 10:05 ~ 밤 12:00 |
| MBC FM4U   | 2023년 11월 20일 ~ 현재            | 매일 밤 10:00 ~ 밤 12:00 |

## 역대 DJ
《별이 빛나는 밤에》 DJ는 별밤지기라는 별명으로 불리기도 한다. 그리고 DJ들이 잠시 못 나올 때는 인맥을 이용한 대타 DJ들이 진행을 도맡아 한다.
| 역대 | DJ             | 방송 기간                                                                                           |
| ---- | -------------- | --------------------------------------------------------------------------------------------------- |
| 1대  | 오남열         | |
| 2대  | 차인태         | |
| 3대  | 이종환         | |
| 4대  | 박원웅         | |
| 5대  | 안병욱         | |
| 6대  | 조영남         | |
| 7대  | 오혜령         | |
| 8대  | 고영수         | |
| 9대  | 이필원         | |
| 10대 | 김기덕         | |
| 11대 | 문진호         | |
| 12대 | 이수만         | |
| 13대 | 서세원         | |
| 14대 | 이문세         | 1985년 ~ 1996년 12월 1일                                                                            |
| 15대 | 이적           | 1996년 12월 2일 ~ 1998년 4월 12일                                                                   |
| 16대 | 이휘재         | 1998년 4월 13일 ~ 2000년 4월 16일                                                                   |
| 17대 | 박광현         | 2000년 4월 17일 ~ 2001년 4월                                                                        |
| 18대 | 정성화, 박희진 | 2001년 4월 ~ 2002년 5월                                                                             |
| 19대 | 옥주현         | 2002년 4월 1일 ~ 2006년 10월 1일                                                                    |
| 20대 | 박정아         | 2006년 10월 ~ 2008년 3월 30일                                                                       |
| 21대 | 박경림         | 2008년 3월 31일 ~ 2011년 5월 8일                                                                    |
| 22대 | 윤하           | 2011년 5월 9일 ~ 2014년 9월 21일 2014년 10월 6일 ~ 2014년 11월 2일 2016년 6월 6일 ~ 2016년 6월 12일 |
| 23대 | 허경환         | 2014년 9월 22일 ~ 2014년 9월 28일 2014년 11월 17일 ~ 2015년 11월 15일                               |
| 24대 | 백지영         | 2015년 11월 16일 ~ 2016년 6월 5일                                                                   |
| 25대 | 강타           | 2016년 6월 22일 ~ 2018년 7월 8일                                                                    |
| 26대 | 산들           | 2018년 7월 9일 ~ 2020년 5월 10일                                                                    |
| 27대 | 김이나         | 2020년 5월 11일 ~ 현재                                                                              |

## 같이 보기
관련 항목
- 대중음악
- 연예오락

방송 프로그램
- 써클하우스, 관계자 외 출입금지(SBS TV)
- 썰전(JTBC)
- 속풀이쇼 동치미, 판도라(MBN)
- 강적들(TV조선)
- 외부자들(채널A)
- 오늘 아침 1라디오, 세상의 모든 정보, 라디오 전국일주, 오늘 밤 1라디오(KBS 1라디오)
- 유지원의 밤을 잊은 그대에게(KBS 2라디오)
- 임형주의 너에게 주는 노래(cpbc FM)

## 수상 목록
- 2011년 MBC 방송연예대상 라디오 부문 우수상 (윤하)
- 2019년 MBC 방송연예대상 라디오 부문 우수상 (산들)
- 2022년 MBC 방송연예대상 라디오 부문 우수상 (김이나)
- 2024년 MBC 방송연예대상 라디오 부문 최우수상 (김이나)

## 특이 사항
- 클로징, 시보음 없이 2021년까지 표준FM 단독 새해맞이 카운트다운 함께 진행되었다.
- 클로징, 시보음 없이 2022년 12월 31일에 FM4U 동시 푸른밤 DJ 진행자로 새해맞이 카운트다운 함께 진행되었다.
- 클로징, 시보음 없이 2023년부터 FM4U 단독 새해맞이 카운트다운 함께 진행되었다.